# هودینی (فیلم ۱۹۵۳)
هودینی (انگلیسی: Houdini) فیلمی در ژانر زندگینامه‌ای به کارگردانی جرج مارشال است که در سال ۱۹۵۳ منتشر شد.

## بازیگران
- تونی کرتیس در نقش هری هودینی
- جنت لی در نقش Bess Houdini
- تورین تاچر در نقش Otto
- Angela Clarke در نقش Harry's Mother
- استفان اشنابل در نقش German Prosecuting Attorney
- ایان ولف در نقش Malue
- زیگ رومان در نقش Schultz
- مایکل پتی در نقش Dooley
- کانی گیلکریست در نقش Mrs. Shultz
- Malcolm Lee Beggs در نقش British Jail Warden
- Frank Orth در نقش Mr. Hunter
- Barry Bernard در نقش Inspector Marlick
- Douglas Spencer در نقش Simms
- Fred Aldrich در نقش Waiter/Bouncer (در عنوان‌بندی نیامده)
- Lyle Latell در نقش Calcott (در عنوان‌بندی نیامده)